# Nguyễn Thị Thường
Nguyễn Thị Thường (sinh 1958) là đại biểu Quốc hội Việt Nam khóa X, thuộc đoàn đại biểu Hà Tây.
Tên thường gọi: Nguyễn Thị Thường
Ngày sinh: 17/12/1958
Giới tính: Nữ
Dân tộc: Kinh
Tôn giáo: Không
Quê quán: Xã Hợp Đồng, huyện Chương Mỹ, Hà Tây
Trình độ chuyên môn: Kỹ sư Cao đẳng Nông nghiệp
Nghề nghiệp, chức vụ: Uỷ viên Ban thường vụ Đảng uỷ xã, Phó chủ tịch HĐND xã, Chủ nhiệm HTX Nông nghiệp xã Hợp Đồng, huyện Chương Mỹ, tỉnh Hà Tây
Nơi làm việc: HĐND xã và HTX Nông nghiệp xã Hợp Đồng, huyện Chương Mỹ, tỉnh Hà Tây
Nơi ứng cử: Hà Tây
Đại biểu Quốc hội khoá: X
Đại biểu chuyên trách: Không
Đại biểu Hội đồng Nhân dân: Không